# بذور الريحان

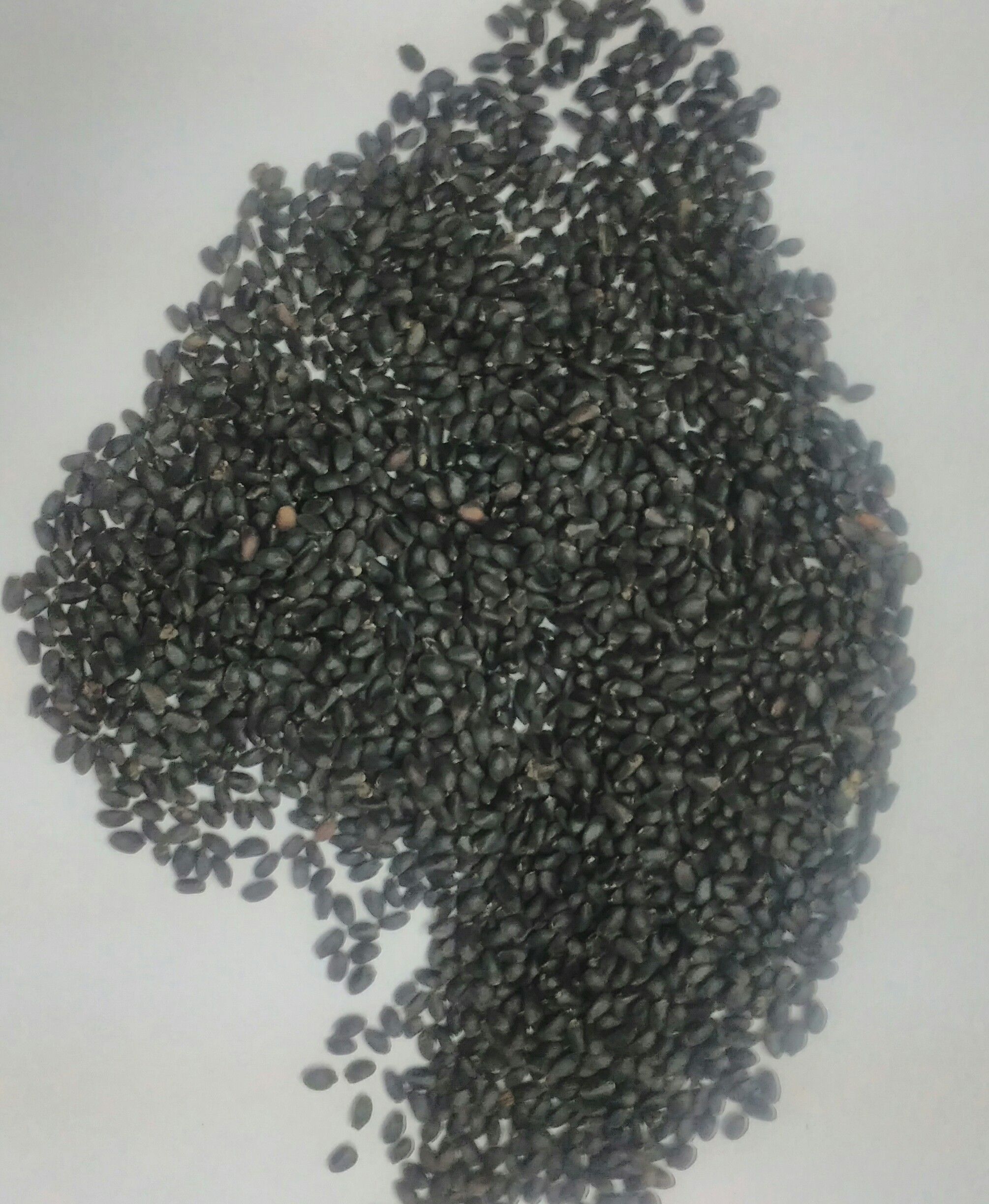
بذور الريحان

بذور الريحان أو حبق رقيق الأزهار هي المصطلح العام المستخدم للإشارة إلى بذور بعض أنواع نبات الريحان. تكون هذه البذور صغيرة، سوداء اللون، ذات نكهة جوزية خفيفة وملمس يشبه الهلام عندما تنقع في الماء لمدة 15 دقيقة.
تُستخدم هذه البذور عادةً في مشروبات الفاكهة الطازجة، والشربات، والعصائر، والسلطات، والحساء، والحلويات، والمخبوزات.